# Ernesto Fonseca Carrillo
Ernesto Fonseca Carrillo (Santiago de los Caballeros, Badiraguato, Sinaloa, 1 d'agost de 1942) és un capo d'una organització criminal dedicada al tràfic de drogues a Mèxic, va ser un cap del Càrtel de Guadalajara juntament amb Miguel Ángel Félix Gallardo i Rafael Car Quintero. Fonseca va estar involucrat amb el contraban de les mateixes des de començaments dels anys 1970, principalment a Equador, per després dedicar les seves operacions a Mèxic.
L'Administració per al Control de Drogues dels Estats Units (DEA per les seves sigles en anglès) el 1982 va descobrir les seves operacions de blanqueig de diners a San Diego. El 7 d'abril de 1985, Fonseca i els seus cossos de seguretat van ser localitzats en la residència del Governador de Jalisco en el port turístic de Port Vallarta per l'Exèrcit Mexicà, per la qual cosa va ser envoltat i detingut. Des de llavors va complir condemna de presó fins al 2016 quan va ser posat en arrelament domiciliari per la seva avançada edat i el seu deteriorat estat de salut, així com en el 2017 va obtenir la seva llibertat total. Fonseca és oncle d'Amado Carrillo Fuentes.